# Bungkuk (Parang)
Bungkuk is een bestuurslaag in het regentschap Magetan van de provincie Oost-Java, Indonesië. Bungkuk telt 1604 inwoners (volkstelling 2010).